# Daniel B. Werz
Daniel Bodo Werz (* 12. Oktober 1975 in Heidelberg) ist ein deutscher Chemiker und Hochschullehrer. Er war von 2013 bis 2022 Professor für Organische Chemie an der Technischen Universität Braunschweig und ab 2022 an der Albert-Ludwigs-Universität Freiburg.

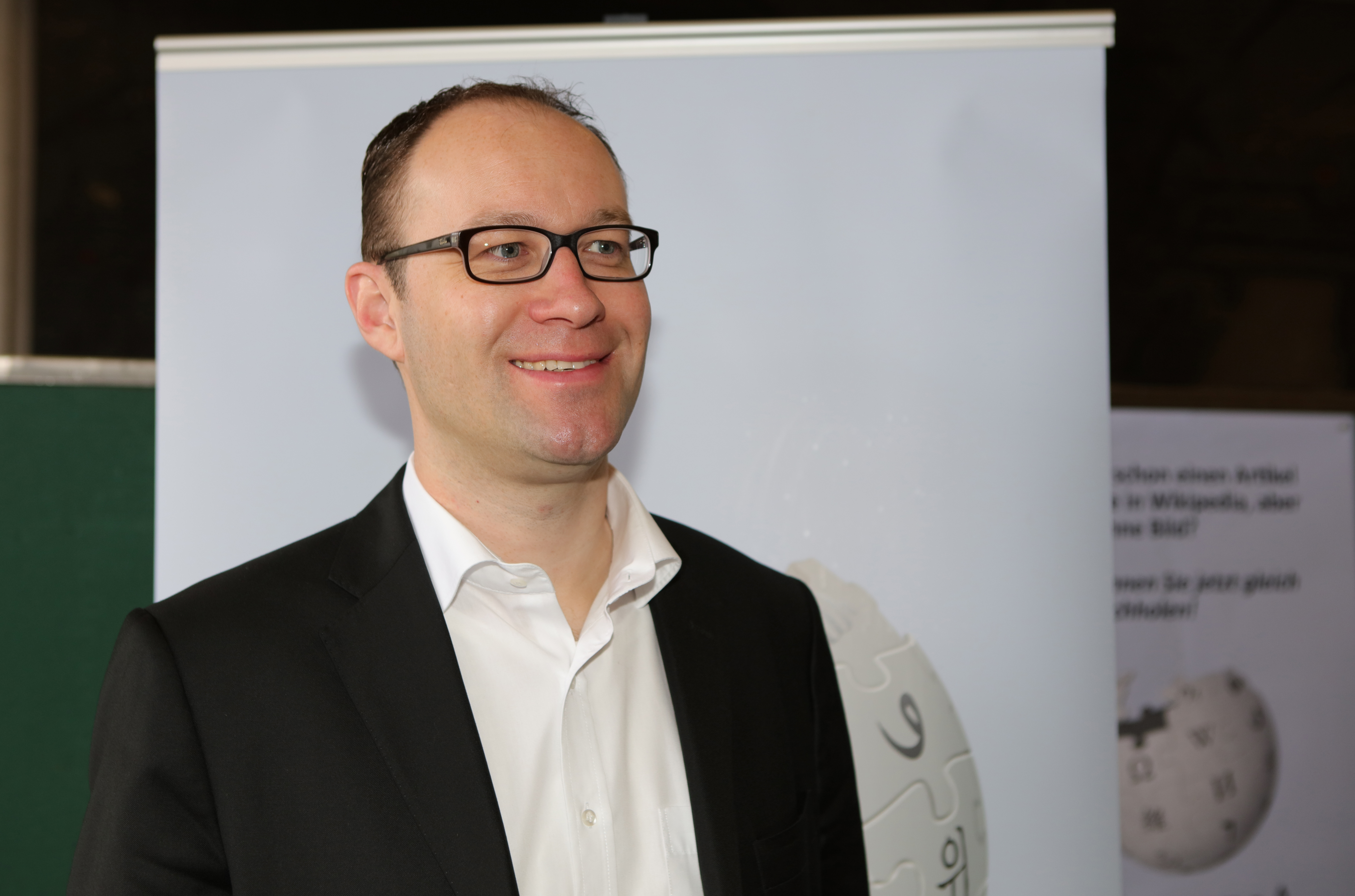
Daniel B. Werz am Wikipedia-Stand auf der Chemiedozententagung 2016 in Heidelberg

Werz ging in Heidelberg zur Schule, legte 1995 sein Abitur an der Elisabeth-von-Thadden-Schule ab und studierte dort ab 1995 Chemie als Stipendiat der Studienstiftung des deutschen Volkes. 1998/99 ging er als Erasmus-Stipendiat für sechs Monate an die University of Bristol in Großbritannien. Im Jahr 2000 erwarb er an der Ruprecht-Karls-Universität Heidelberg das Diplom, mit der Anfertigung einer Diplomarbeit zur Cyclopropenon-Chemie bei Rolf Gleiter. 2003 wurde er mit einer Dissertation über elektronenreiche Alkin-Systeme mit summa cum laude promoviert. Für seine herausragende Dissertation erhielt er den Ruprecht-Karls-Preis der Universität Heidelberg. Als Post-Doktorand war er von 2004 bis 2006 bei Peter H. Seeberger an der ETH Zürich tätig, wobei er sich mit Totalsynthesen komplexer Glycane befasste. Dieser Aufenthalt wurde zunächst durch ein Feodor-Lynen-Stipendium der Alexander von Humboldt-Stiftung sowie durch die DFG unterstützt. Ende 2006 begann er mit eigenständigen Arbeiten an der Georg-August-Universität Göttingen im Umfeld von Lutz F. Tietze an seiner Habilitation. Diese Arbeiten – mit dem Ziel, eine Nachwuchsgruppe aufzubauen – wurden zunächst durch ein Liebig-Stipendium des Fonds der Chemischen Industrie, dann durch ein Emmy-Noether-Stipendium der DFG unterstützt. 2011 habilitierte er sich in Organischer und Biomolekularer Chemie. 2012 wurde er Heisenberg-Stipendiat. Nach einer Lehrstuhlvertretung in Göttingen wurde er im Mai 2013 zum W2-Professor für Organische Chemie an der TU Braunschweig ernannt. 2018 hat Daniel B. Werz einen Ruf an die Universität Ulm auf eine W3-Professur für Organische Chemie abgelehnt und das Bleibeangebot der Technischen Universität Braunschweig auf eine W3-Professur für Organische Chemie angenommen. Im November 2021 erhielt er einen Ruf nach Freiburg als Nachfolger von Reinhard Brückner, den er im Juli 2022 annahm. Das Bleibeangebot der TU Braunschweig schlug er aus.
Werz beschäftigt sich zusammen mit seiner Arbeitsgruppe mit neuartigen Syntheseverfahren in der organischen Chemie. Dabei spielen vor allem Cyclopropane mit Donoren und Akzeptoren an benachbarten C-Atomen sowie Dreifachbindungen eine entscheidende Rolle. Mit Hilfe metallkatalysierter Verfahren und sogenannter Domino-Reaktionen werden neuartige Substanzen so schnell und effektiv zugänglich gemacht. Neben diesen methodisch-orientierten Arbeiten wird auch die Chemie von Kohlenhydraten, Glycolipiden und neuartigen Fluoreszenzfarbstoffen bearbeitet.
2006 erhielt Werz den Klaus-Grohe-Preis für medizinische Chemie und 2011 ein Dozentenstipendium des Fonds der Chemischen Industrie. Mit dem ORCHEM-Preis der Liebig-Vereinigung der Gesellschaft Deutscher Chemiker wurde er 2014 ausgezeichnet. 2015 hatte er eine JSPS-Gastprofessur an der University of Kyoto/Japan inne und erhielt einen Consolidator Grant des Europäischen Forschungsrats ERC. 2017 erhielt er eine Gastprofessur am IIT Bombay in Mumbai/Indien, 2018 wurde er Visiting Scholar an der Tel Aviv University in Israel.

## Schriften
- mit Sébastien Vidal (Hrsg.): Modern Synthetic Methods in Carbohydrate Chemistry: From Monosaccharides to Complex Glycoconjugates, Wiley-VCH, 2013
- mit Tobias F. Schneider, Johannes Kaschel: Ein neues goldenes Zeitalter in der Chemie Donor-Akzeptor-substituierter Cyclopropane, Angewandte Chemie, Band 126, 2014, S. 5608–5628
- mit Johannes Kaschel: Kleine Ringe erweitern: auf die Spannung kommt es an, Nachrichten aus der Chemie, Band 59, 2011, Heft 7–8, S. 729–733
- mit Rolf Gleiter: Alkynes Between Main Group Elements: From Dumbbells via Rods to Squares and Tubes, Chem. Rev., Band 110,  2010, S. 4447–4488
- mit Rolf Gleiter: Cycloalkynes, Science of Synthesis, Band 43, 2008, S. 631–668